# Romarinho (futebolista)
Jefferson José Lopes de Andrade, mais conhecido como Romarinho (Recife, 14 de novembro de 1989), é um futebolista brasileiro que atua como atacante.

## Carreira

### Olinda-PE
Iniciou sua carreira futebolista, em 2010, no modesto Olinda. Clube fundado em 2007 e que disputava a Série A-2 do Pernambucano.

### Auto Esporte-PB
Defendendo a camisa do Auto Esporte disputou o campeonato estadual fazendo excelentes partidas o que lhe rendeu a artilharia do clube com 8 gols marcado.

### Botafogo-PB
Após bom estadual pelo Auto Esporte, em junho de 2013, é anunciado pelo rival como reforço para a disputa do Campeonato Brasileiro da Série D.

### Gwangju
No final de 2013, foi procurado pelo clube Coreano para firmar contrato de 2 anos. Porém, com uma passagem conturbada, permaneceu apenas 5 meses na Coréia alegando que o clube não teria pago os valores acordados, rescindindo unilateralmente o referido contrato.

### Inter de Lages
Em fevereiro de 2016, foi anunciado pelo Inter de Lages para a sequência do Campeonato Catarinense e a disputa da Copa do Brasil.

### Avaí
Em abril de 2016, Romarinho foi anunciado como reforço do "Leão da Ilha" para a disputa da Série B.

### Cuiabá
Em dezembro de 2016, é contratado para reforçar o elenco do Cuiabá, que tinha naquele ano em seu calendário o estadual, a Copa do Brasil e a Copa Verde.

### Concórdia
Em janeiro de 2018, é contratado pelo Concórdia para disputar o Campeonato Catarinense.
| “ | Feliz por estar aqui. Sou atacante de beirada, gosto de me movimentar bastate e quando der fazer gols para ajudar o time. Fiz a pré-temporada no Boa Esporte, então acredito que em poucos dias já estarei pronto para poder ajudar. | ” |

## Títulos
Botafogo-PB
- Campeonato Brasileiro de Futebol - Série D - 2013

Avaí
- Vice-Brasileirão Série B: 2016